# Liste des représentants des États-Unis pour le Michigan
Depuis le recensement de 2020, le Michigan dispose de 13 élus à la Chambre des représentants des États-Unis, ce nombre est effectif aux élections de 2022.

## Délégation au 119econgrès (2025-2027)
| District | District | Nom                    | Nom | Début du mandat                             | Parti       |
| -------- | -------- | ---------------------- | --- | ------------------------------------------- | ----------- |
| 1        |          | Jack Bergman           |     | 3 janvier 2017 (8 ans, 2 mois et 20 jours)  | Républicain |
| 2        |          | John Moolenaar         |     | 3 janvier 2015 (10 ans, 2 mois et 20 jours) | Républicain |
| 3        |          | Hillary Scholten       |     | 3 janvier 2023 (2 ans, 2 mois et 20 jours)  | Démocrate   |
| 4        |          | Bill Huizenga          |     | 3 janvier 2011 (14 ans, 2 mois et 20 jours) | Républicain |
| 5        |          | Tim Walberg            |     | 3 janvier 2011 (14 ans, 2 mois et 20 jours) | Républicain |
| 6        |          | Debbie Dingell         |     | 3 janvier 2015 (10 ans, 2 mois et 20 jours) | Démocrate   |
| 7        |          | Tom Barrett            |     | 3 janvier 2025 (2 mois et 20 jours)         | Républicain |
| 8        |          | Kirsten McDonald Rivet |     | 3 janvier 2025 (2 mois et 20 jours)         | Démocrate   |
| 9        |          | Lisa McClain           |     | 3 janvier 2021 (4 ans, 2 mois et 20 jours)  | Républicain |
| 10       |          | John James             |     | 3 janvier 2023 (2 ans, 2 mois et 20 jours)  | Républicain |
| 11       |          | Haley Stevens          |     | 3 janvier 2019 (6 ans, 2 mois et 20 jours)  | Démocrate   |
| 12       |          | Rashida Tlaib          |     | 3 janvier 2019 (6 ans, 2 mois et 20 jours)  | Démocrate   |
| 13       |          | Shri Thanedar          |     | 3 janvier 2023 (2 ans, 2 mois et 20 jours)  | Démocrate   |

### Composition

#### par parti politique
- six démocrates
- sept républicains

#### par sexe
- sept hommes (un démocrate et six républicains)
- six femmes (cinq démocrates et une républicaine)

#### par race
- onze blancs
- une afro-américaine
- une arabe américaine

## Délégations historiques

### De 1837 à 1883
Lorsque le Michigan rejoint l'Union en 1837, l'État n'élit qu'un représentant au Congrès fédéral. Le Michigan va par la suite gagner des sièges à chaque recensement : deux en 1840, un en 1850, deux en 1860 et trois en 1870.
| 24e (1835-1837) |              |             |             |             |             |             |             |             |             |
| 25e (1837-1839) |              |             |             |             |             |             |             |             |             |
| 26e (1839-1841) |              |             |             |             |             |             |             |             |             |
| 27e (1841-1843) |              |             |             |             |             |             |             |             |             |
| Congrès         | 1er district | 2e district | 3e district |             |             |             |             |             |             |
| 28e (1843-1845) |              |             |             |             |             |             |             |             |             |
| 29e (1845-1847) |              |             |             |             |             |             |             |             |             |
| 30e (1847-1849) |              |             |             |             |             |             |             |             |             |
| 31e (1849-1851) |              |             |             |             |             |             |             |             |             |
| 32e (1851-1853) |              |             |             |             |             |             |             |             |             |
| Congrès         | 1er district | 2e district | 3e district | 4e district |             |             |             |             |             |
| 33e (1853-1855) |              |             |             |             |             |             |             |             |             |
| 34e (1855-1857) |              |             |             |             |             |             |             |             |             |
| 35e (1857-1859) |              |             |             |             |             |             |             |             |             |
| 36e (1859-1861) |              |             |             |             |             |             |             |             |             |
| 37e (1861-1863) |              |             |             |             |             |             |             |             |             |
| Congrès         | 1er district | 2e district | 3e district | 4e district | 5e district | 6e district |             |             |             |
| 38e (1863-1865) |              |             |             |             |             |             |             |             |             |
| 39e (1865-1867) |              |             |             |             |             |             |             |             |             |
| 40e (1867-1869) |              |             |             |             |             |             |             |             |             |
| 41e (1869-1871) |              |             |             |             |             |             |             |             |             |
| 42e (1871-1873) |              |             |             |             |             |             |             |             |             |
| Congrès         | 1er district | 2e district | 3e district | 4e district | 5e district | 6e district | 7e district | 8e district | 9e district |
| 43e (1873-1875) |              |             |             |             |             |             |             |             |             |
| 44e (1875-1877) |              |             |             |             |             |             |             |             |             |
| 45e (1877-1879) |              |             |             |             |             |             |             |             |             |
| 46e (1879-1881) |              |             |             |             |             |             |             |             |             |
| 47e (1881-1883) |              |             |             |             |             |             |             |             |             |

### De 1883 à 1933
À la suite du recensement de 1880, le Michigan passe de neuf à onze représentants. Ce nombre est porté à 12 après 1890 et à 13 après 1910.
| 48e (1883-1885) |              |             |             |             |             |             |             |             |             |              |              |              |              |
| 49e (1885-1887) |              |             |             |             |             |             |             |             |             |              |              |              |              |
| 50e (1887-1889) |              |             |             |             |             |             |             |             |             |              |              |              |              |
| 51e (1889-1891) |              |             |             |             |             |             |             |             |             |              |              |              |              |
| 52e (1891-1893) |              |             |             |             |             |             |             |             |             |              |              |              |              |
| Congrès         | 1er district | 2e district | 3e district | 4e district | 5e district | 6e district | 7e district | 8e district | 9e district | 10e district | 11e district | 12e district |              |
| 53e (1893-1895) |              |             |             |             |             |             |             |             |             |              |              |              |              |
| 54e (1895-1897) |              |             |             |             |             |             |             |             |             |              |              |              |              |
| 55e (1897-1899) |              |             |             |             |             |             |             |             |             |              |              |              |              |
| 56e (1899-1901) |              |             |             |             |             |             |             |             |             |              |              |              |              |
| 57e (1901-1903) |              |             |             |             |             |             |             |             |             |              |              |              |              |
| 58e (1903-1905) |              |             |             |             |             |             |             |             |             |              |              |              |              |
| 59e (1905-1907) |              |             |             |             |             |             |             |             |             |              |              |              |              |
| 60e (1907-1909) |              |             |             |             |             |             |             |             |             |              |              |              |              |
| 61e (1909-1911) |              |             |             |             |             |             |             |             |             |              |              |              |              |
| 62e (1911-1913) |              |             |             |             |             |             |             |             |             |              |              |              |              |
| Congrès         | 1er district | 2e district | 3e district | 4e district | 5e district | 6e district | 7e district | 8e district | 9e district | 10e district | 11e district | 12e district | 13e district |
| 63e (1913-1915) |              |             |             |             |             |             |             |             |             |              |              |              |              |
| 64e (1915-1917) |              |             |             |             |             |             |             |             |             |              |              |              |              |
| 65e (1917-1919) |              |             |             |             |             |             |             |             |             |              |              |              |              |
| 66e (1919-1921) |              |             |             |             |             |             |             |             |             |              |              |              |              |
| 67e (1921-1923) |              |             |             |             |             |             |             |             |             |              |              |              |              |
| 68e (1923-1925) |              |             |             |             |             |             |             |             |             |              |              |              |              |
| 69e (1925-1927) |              |             |             |             |             |             |             |             |             |              |              |              |              |
| 70e (1927-1929) |              |             |             |             |             |             |             |             |             |              |              |              |              |
| 71e (1929-1931) |              |             |             |             |             |             |             |             |             |              |              |              |              |
| 72e (1931-1933) |              |             |             |             |             |             |             |             |             |              |              |              |              |

### De 1933 à 1983
Après le recensement de 1930, le Michigan gagne quatre sièges de représentants. L'État obtient un 18e siège en 1953 puis un 19e en 1963.
| 73e (1933-1935) |              |             |             |             |             |             |             |             |             |              |              |              |              |              |              |              |              |              |              |
| 74e (1935-1937) |              |             |             |             |             |             |             |             |             |              |              |              |              |              |              |              |              |              |              |
| 75e (1937-1939) |              |             |             |             |             |             |             |             |             |              |              |              |              |              |              |              |              |              |              |
| 76e (1939-1941) |              |             |             |             |             |             |             |             |             |              |              |              |              |              |              |              |              |              |              |
| 77e (1941-1943) |              |             |             |             |             |             |             |             |             |              |              |              |              |              |              |              |              |              |              |
| 78e (1943-1945) |              |             |             |             |             |             |             |             |             |              |              |              |              |              |              |              |              |              |              |
| 79e (1945-1947) |              |             |             |             |             |             |             |             |             |              |              |              |              |              |              |              |              |              |              |
| 80e (1947-1949) |              |             |             |             |             |             |             |             |             |              |              |              |              |              |              |              |              |              |              |
| 81e (1949-1951) |              |             |             |             |             |             |             |             |             |              |              |              |              |              |              |              |              |              |              |
| 82e (1951-1953) |              |             |             |             |             |             |             |             |             |              |              |              |              |              |              |              |              |              |              |
| Congrès         | 1er district | 2e district | 3e district | 4e district | 5e district | 6e district | 7e district | 8e district | 9e district | 10e district | 11e district | 12e district | 13e district | 14e district | 15e district | 16e district | 17e district | 18e district |              |
| 83e (1953-1955) |              |             |             |             |             |             |             |             |             |              |              |              |              |              |              |              |              |              |              |
| 84e (1955-1957) |              |             |             |             |             |             |             |             |             |              |              |              |              |              |              |              |              |              |              |
| 85e (1957-1959) |              |             |             |             |             |             |             |             |             |              |              |              |              |              |              |              |              |              |              |
| 86e (1959-1961) |              |             |             |             |             |             |             |             |             |              |              |              |              |              |              |              |              |              |              |
| 87e (1961-1963) |              |             |             |             |             |             |             |             |             |              |              |              |              |              |              |              |              |              |              |
| Congrès         | 1er district | 2e district | 3e district | 4e district | 5e district | 6e district | 7e district | 8e district | 9e district | 10e district | 11e district | 12e district | 13e district | 14e district | 15e district | 16e district | 17e district | 18e district | 19e district |
| 88e (1963-1965) |              |             |             |             |             |             |             |             |             |              |              |              |              |              |              |              |              |              |              |
| 89e (1965-1967) |              |             |             |             |             |             |             |             |             |              |              |              |              |              |              |              |              |              |              |
| 90e (1967-1969) |              |             |             |             |             |             |             |             |             |              |              |              |              |              |              |              |              |              |              |
| 91e (1969-1971) |              |             |             |             |             |             |             |             |             |              |              |              |              |              |              |              |              |              |              |
| 92e (1971-1973) |              |             |             |             |             |             |             |             |             |              |              |              |              |              |              |              |              |              |              |
| 93e (1973-1975) |              |             |             |             |             |             |             |             |             |              |              |              |              |              |              |              |              |              |              |
| 94e (1975-1977) |              |             |             |             |             |             |             |             |             |              |              |              |              |              |              |              |              |              |              |
| 95e (1977-1979) |              |             |             |             |             |             |             |             |             |              |              |              |              |              |              |              |              |              |              |
| 96e (1979-1981) |              |             |             |             |             |             |             |             |             |              |              |              |              |              |              |              |              |              |              |
| 97e (1981-1983) |              |             |             |             |             |             |             |             |             |              |              |              |              |              |              |              |              |              |              |

### Depuis 1983
Le Michigan a perdu un siège de représentant après le recensement des États-Unis de 1980, deux après 1990 puis un autre à chaque recensement suivant (2000 et 2010).
| Congrès          | 1er district         | 2e district              | 3e district            | 4e district                | 5e district               | 6e district    | 7e district           | 8e district          | 9e district              | 10e district               | 11e district             | 12e district       | 13e district                       | 14e district           | 15e district                       | 16e district     | 17e district     | 18e district                   |
| ---------------- | -------------------- | ------------------------ | ---------------------- | -------------------------- | ------------------------- | -------------- | --------------------- | -------------------- | ------------------------ | -------------------------- | ------------------------ | ------------------ | ---------------------------------- | ---------------------- | ---------------------------------- | ---------------- | ---------------- | ------------------------------ |
| 98e (1983-1985)  | John Conyers (D)     | Carl D. Pursell (en) (R) | Howard Wolpe (en) (D)  | Mark D. Siljander (en) (R) | Harold S. Sawyer (en) (R) | Bob Carr (D)   | Dale Kildee (en) (D)  | Bob Traxler (en) (D) | Guy Vander Jagt (en) (R) | Donald J. Albosta (en) (D) | Robert W. Davis (en) (R) | David Bonior (D)   | George W. Crockett Jr. (en) (D)    | Dennis Hertel (en) (D) | William D. Ford (en) (D)           | John Dingell (D) | Sander Levin (D) | William S. Broomfield (en) (R) |
| 99e (1985-1987)  | John Conyers (D)     | Carl D. Pursell (en) (R) | Howard Wolpe (en) (D)  | Mark D. Siljander (en) (R) | Paul B. Henry (en) (R)    | Bob Carr (D)   | Dale Kildee (en) (D)  | Bob Traxler (en) (D) | Guy Vander Jagt (en) (R) | Bill Schuette (R)          | Robert W. Davis (en) (R) | David Bonior (D)   | George W. Crockett Jr. (en) (D)    | Dennis Hertel (en) (D) | William D. Ford (en) (D)           | John Dingell (D) | Sander Levin (D) | William S. Broomfield (en) (R) |
| 100e (1987-1989) | John Conyers (D)     | Carl D. Pursell (en) (R) | Howard Wolpe (en) (D)  | Fred Upton (R)             | Paul B. Henry (en) (R)    | Bob Carr (D)   | Dale Kildee (en) (D)  | Bob Traxler (en) (D) | Guy Vander Jagt (en) (R) | Bill Schuette (R)          | Robert W. Davis (en) (R) | David Bonior (D)   | George W. Crockett Jr. (en) (D)    | Dennis Hertel (en) (D) | William D. Ford (en) (D)           | John Dingell (D) | Sander Levin (D) | William S. Broomfield (en) (R) |
| 101e (1989-1991) | John Conyers (D)     | Carl D. Pursell (en) (R) | Howard Wolpe (en) (D)  | Fred Upton (R)             | Paul B. Henry (en) (R)    | Bob Carr (D)   | Dale Kildee (en) (D)  | Bob Traxler (en) (D) | Guy Vander Jagt (en) (R) | Bill Schuette (R)          | Robert W. Davis (en) (R) | David Bonior (D)   | George W. Crockett Jr. (en) (D)    | Dennis Hertel (en) (D) | William D. Ford (en) (D)           | John Dingell (D) | Sander Levin (D) | William S. Broomfield (en) (R) |
| 102e (1991-1993) | John Conyers (D)     | Carl D. Pursell (en) (R) | Howard Wolpe (en) (D)  | Fred Upton (R)             | Paul B. Henry (en) (R)    | Bob Carr (D)   | Dale Kildee (en) (D)  | Bob Traxler (en) (D) | Guy Vander Jagt (en) (R) | Dave Camp (en) (R)         | Robert W. Davis (en) (R) | David Bonior (D)   | Barbara-Rose Collins (en) (D)      | Dennis Hertel (en) (D) | William D. Ford (en) (D)           | John Dingell (D) | Sander Levin (D) | William S. Broomfield (en) (R) |
| 103e (1993)      | Bart Stupak (en) (D) | Peter Hoekstra (R)       | Paul B. Henry (en) (R) | Dave Camp (en) (R)         | James Barcia (en) (D)     | Fred Upton (R) | Nick Smith (en) (R)   | Bob Carr (D)         | Dale Kildee (en) (D)     | David Bonior (D)           | Joe Knollenberg (en) (R) | Sander Levin (D)   | William D. Ford (en) (D)           | John Conyers (D)       | Barbara-Rose Collins (en) (D)      | John Dingell (D) |                  |                                |
| 103e (1993-1995) | Bart Stupak (en) (D) | Peter Hoekstra (R)       | Vern Ehlers (R)        | Dave Camp (en) (R)         | James Barcia (en) (D)     | Fred Upton (R) | Nick Smith (en) (R)   | Bob Carr (D)         | Dale Kildee (en) (D)     | David Bonior (D)           | Joe Knollenberg (en) (R) | Sander Levin (D)   | William D. Ford (en) (D)           | John Conyers (D)       | Barbara-Rose Collins (en) (D)      | John Dingell (D) |                  |                                |
| 104e (1995-1997) | Bart Stupak (en) (D) | Peter Hoekstra (R)       | Vern Ehlers (R)        | Dave Camp (en) (R)         | James Barcia (en) (D)     | Fred Upton (R) | Nick Smith (en) (R)   | Dick Chrysler (R)    | Dale Kildee (en) (D)     | David Bonior (D)           | Joe Knollenberg (en) (R) | Sander Levin (D)   | Lynn N. Rivers (en) (D)            | John Conyers (D)       | Barbara-Rose Collins (en) (D)      | John Dingell (D) |                  |                                |
| 105e (1997-1999) | Bart Stupak (en) (D) | Peter Hoekstra (R)       | Vern Ehlers (R)        | Dave Camp (en) (R)         | James Barcia (en) (D)     | Fred Upton (R) | Nick Smith (en) (R)   | Debbie Stabenow (D)  | Dale Kildee (en) (D)     | David Bonior (D)           | Joe Knollenberg (en) (R) | Sander Levin (D)   | Lynn N. Rivers (en) (D)            | John Conyers (D)       | Carolyn Cheeks Kilpatrick (en) (D) | John Dingell (D) |                  |                                |
| 106e (1999-2001) | Bart Stupak (en) (D) | Peter Hoekstra (R)       | Vern Ehlers (R)        | Dave Camp (en) (R)         | James Barcia (en) (D)     | Fred Upton (R) | Nick Smith (en) (R)   | Debbie Stabenow (D)  | Dale Kildee (en) (D)     | David Bonior (D)           | Joe Knollenberg (en) (R) | Sander Levin (D)   | Lynn N. Rivers (en) (D)            | John Conyers (D)       | Carolyn Cheeks Kilpatrick (en) (D) | John Dingell (D) |                  |                                |
| 107e (2001-2003) | Bart Stupak (en) (D) | Peter Hoekstra (R)       | Vern Ehlers (R)        | Dave Camp (en) (R)         | James Barcia (en) (D)     | Fred Upton (R) | Nick Smith (en) (R)   | Mike Rogers (R)      | Dale Kildee (en) (D)     | David Bonior (D)           | Joe Knollenberg (en) (R) | Sander Levin (D)   | Lynn N. Rivers (en) (D)            | John Conyers (D)       | Carolyn Cheeks Kilpatrick (en) (D) | John Dingell (D) |                  |                                |
| 108e (2003-2005) | Bart Stupak (en) (D) | Peter Hoekstra (R)       | Vern Ehlers (R)        | Dave Camp (en) (R)         | Dale Kildee (en) (D)      | Fred Upton (R) | Nick Smith (en) (R)   | Mike Rogers (R)      | Joe Knollenberg (en) (R) | Candice Miller (R)         | Thaddeus McCotter (R)    | Sander Levin (D)   | Carolyn Cheeks Kilpatrick (en) (D) | John Conyers (D)       | John Dingell (D)                   |                  |                  |                                |
| 109e (2005-2007) | Bart Stupak (en) (D) | Peter Hoekstra (R)       | Vern Ehlers (R)        | Dave Camp (en) (R)         | Dale Kildee (en) (D)      | Fred Upton (R) | Joe Schwarz (en) (R)  | Mike Rogers (R)      | Joe Knollenberg (en) (R) | Candice Miller (R)         | Thaddeus McCotter (R)    | Sander Levin (D)   | Carolyn Cheeks Kilpatrick (en) (D) | John Conyers (D)       | John Dingell (D)                   |                  |                  |                                |
| 110e (2007-2009) | Bart Stupak (en) (D) | Peter Hoekstra (R)       | Vern Ehlers (R)        | Dave Camp (en) (R)         | Dale Kildee (en) (D)      | Fred Upton (R) | Tim Walberg (R)       | Mike Rogers (R)      | Joe Knollenberg (en) (R) | Candice Miller (R)         | Thaddeus McCotter (R)    | Sander Levin (D)   | Carolyn Cheeks Kilpatrick (en) (D) | John Conyers (D)       | John Dingell (D)                   |                  |                  |                                |
| 111e (2009-2011) | Bart Stupak (en) (D) | Peter Hoekstra (R)       | Vern Ehlers (R)        | Dave Camp (en) (R)         | Dale Kildee (en) (D)      | Fred Upton (R) | Mark Schauer (en) (D) | Mike Rogers (R)      | Gary Peters (D)          | Candice Miller (R)         | Thaddeus McCotter (R)    | Sander Levin (D)   | Carolyn Cheeks Kilpatrick (en) (D) | John Conyers (D)       | John Dingell (D)                   |                  |                  |                                |
| 112e (2011-2013) | Dan Benishek (R)     | Bill Huizenga (R)        | Justin Amash (R)       | Dave Camp (en) (R)         | Dale Kildee (en) (D)      | Fred Upton (R) | Tim Walberg (R)       | Mike Rogers (R)      | Gary Peters (D)          | Candice Miller (R)         | Thaddeus McCotter (R)    | Sander Levin (D)   | Hansen Clarke (en) (D)             | John Conyers (D)       | John Dingell (D)                   |                  |                  |                                |
| 112e (2013)      | Dan Benishek (R)     | Bill Huizenga (R)        | Justin Amash (R)       | Dave Camp (en) (R)         | Dale Kildee (en) (D)      | Fred Upton (R) | Tim Walberg (R)       | Mike Rogers (R)      | Gary Peters (D)          | Candice Miller (R)         | David Curson (en) (D)    | Sander Levin (D)   | Hansen Clarke (en) (D)             | John Conyers (D)       | John Dingell (D)                   |                  |                  |                                |
| 113e (2013-2015) | Dan Benishek (R)     | Bill Huizenga (R)        | Justin Amash (R)       | Dave Camp (en) (R)         | Dan Kildee (D)            | Fred Upton (R) | Tim Walberg (R)       | Mike Rogers (R)      | Sander Levin (D)         | Candice Miller (R)         | Kerry Bentivolio (R)     | John Dingell (D)   | John Conyers (D)                   | Gary Peters (D)        |                                    |                  |                  |                                |
| 114e (2015-2017) | Dan Benishek (R)     | Bill Huizenga (R)        | Justin Amash (R)       | John Moolenaar (R)         | Dan Kildee (D)            | Fred Upton (R) | Tim Walberg (R)       | Mike Bishop (R)      | Sander Levin (D)         | Candice Miller (R)         | Dave Trott (R)           | Debbie Dingell (D) | John Conyers (D)                   | Brenda Lawrence (D)    |                                    |                  |                  |                                |
| 115e (2017-2018) | Jack Bergman (R)     | Bill Huizenga (R)        | Justin Amash (R)       | John Moolenaar (R)         | Dan Kildee (D)            | Fred Upton (R) | Tim Walberg (R)       | Mike Bishop (R)      | Sander Levin (D)         | Paul Mitchell (R)          | Dave Trott (R)           | Debbie Dingell (D) | John Conyers (D)                   | Brenda Lawrence (D)    |                                    |                  |                  |                                |
| 115e (2018-2019) | Jack Bergman (R)     | Bill Huizenga (R)        | Justin Amash (R)       | John Moolenaar (R)         | Dan Kildee (D)            | Fred Upton (R) | Tim Walberg (R)       | Mike Bishop (R)      | Sander Levin (D)         | Paul Mitchell (R)          | Dave Trott (R)           | Debbie Dingell (D) | Brenda Jones (D)                   | Brenda Lawrence (D)    |                                    |                  |                  |                                |

## Premières
- Ruth Thompson est la première femme de l'État à être élue au Congrès en 1951.
- Charles Diggs est le premier Afro-Américain de l'État à être élu au Congrès en 1955[2].